# Jailbait (jargon)
Jailbait (letterlijk vertaald uit het Engels: 'gevangenislokaas') is jargon voor een persoon die jonger is dan de wettelijke minimumleeftijd voor seksuele activiteit en meestal ouder lijkt, met de implicatie dat een meerderjarige hen seksueel aantrekkelijk zou kunnen vinden.
De term jailbait is afgeleid van het feit dat de minderjarige die seksueel aantrekkelijk wordt geacht een verleiding voor een oudere persoon kan zijn om een seksuele relatie aan te knopen met het risico naar de gevangenis te worden gestuurd als hij wordt betrapt.